# Audincourt
 Audincourt  es una población y comuna francesa, en la región de Franco Condado, departamento de Doubs, en el distrito de Montbéliard y cantón de Audincourt.

## Demografía
| 660 | 535 | 734 | 936 | 1 627 | 1 432 | 2 024 | 2 144 | 2 513 | 2 864 | 3 236 | 3 724 | 4 258 | 4 599 | 4 865 | 5 228 | 5 482 | 7 347 | 7 633 | 8 694 | 8 760 | 9 648 | 9 918 | 9 720 | 9 040 | 10 282 | 12 433 | 13 488 | 18 578 | 17 454 | 16 361 | 15 539 | 14 595 |
| Para los censos de 1962 a 1999 la población legal corresponde a la población sin duplicidades (Fuente: INSEE [Consultar]) |     |     |     |       |       |       |       |       |       |       |       |       |       |       |       |       |       |       |       |       |       |       |       |       |        |        |        |        |        |        |        |        |

## Comunidades con las que limita
Arbouans, Dasle, Étupes, Exincourt, Montbéliard, Seloncourt, Valentigney, Voujeaucourt y Taillecourt.